# Кастри-ди-Лечче
Кастри-ди-Лечче (итал. Castri di Lecce) — коммуна в Италии, располагается в регионе Апулия, в провинции Лечче.
Население составляет 3112 человека (2008 г.), плотность населения составляет 259 чел./км². Занимает площадь 12 км². Почтовый индекс — 73020. Телефонный код — 0832.
Покровителем коммуны почитается святой Вит, празднование 15 июня.

## Демография
Динамика населения:

## Администрация коммуны
- Официальный сайт: http://www.comunecastri.le.it/ Архивная копия от 20 апреля 2010 на Wayback Machine